# إليزابيث سبنسر
إليزابيث سبنسر (بالإنجليزية: Elizabeth Spencer)‏ (19 يوليو 1921 في كارولتون - 22 ديسمبر 2019) كاتِبة، وروائية، وكاتبة قصص قصيرة، وكاتبة سيناريو من الولايات المتحدة.

## الجوائز
- زمالة غوغنهايم
- جائزة دوس باسوس  [لغات أخرى]‏
- جائزة بن / مالامود
- زمالة الصندوق الوطني للفنون

## روابط خارجية
- إليزابيث سبنسر على موقع الموسوعة البريطانية (الإنجليزية)
- إليزابيث سبنسر على موقع قاعدة بيانات برودواي على الإنترنت (الإنجليزية)